# باول نيوتن
باول نيوتن (بالإنجليزية: Paul Newton)‏ هو رسام أسترالي، ولد في 1961 في سيدني في أستراليا.